# ایدیل
ایدیل (به ترکی استانبولی: İdil) شهری است در کشور ترکیه که در استان شرناق واقع شده‌است. جمعیت این شهر بر اساس سرشماری سال ۲۰۰۸ میلادی ۲۲٬۴۹۶ نفر و بر اساس برآوردهای سال ۲۰۰۹ میلادی ۲۳٬۶۶۳ نفر می‌باشد.